# Beleg van Alkmaar
Het Beleg van Alkmaar was de belegering van de stad Alkmaar tijdens de Tachtigjarige Oorlog door het Leger van Vlaanderen (de 'Spanjaarden'). Het beleg duurde van 21 augustus tot 8 oktober 1573 en eindigde in een ontzet: het koninklijke Spaanse leger moest het beleg opgeven nadat Willem van Oranje opdracht had gegeven om de dijken rond Alkmaar door te steken. Alkmaars Ontzet betekende het einde van de belegering. Alkmaar was een van de eerste Hollandse steden die 'ontzet' werden en die het leger van de koning dus met succes hadden weten te weerstaan. De de stadspensionaris Nanning van Foreest hield gedurende het beleg een dagboek bij dat in 1574 onder de titel Een cort verhael van de strenghe belegheringhe ende aftreck der Spangiaerden van de stadt Alcmaer gheleghen in Holland gepubliceerd werd.

## Voorgeschiedenis

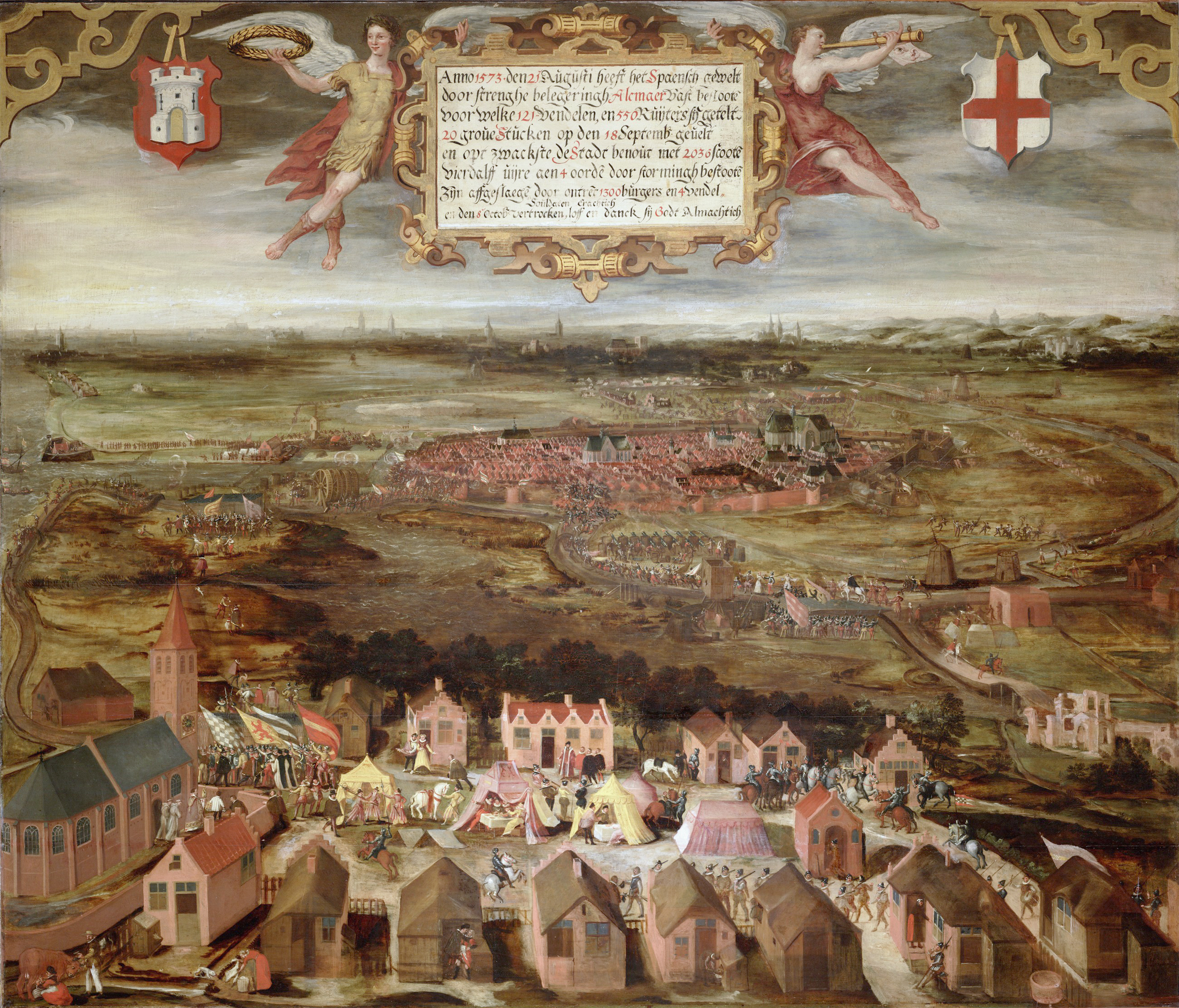
Detail van een schilderij: Het beleg van Alkmaar in 1573.
De onvoltooide vestingwerken zijn goed zichtbaar.

Ruim een jaar werd te Alkmaar haastig gewerkt aan nieuwe vestingwerken, naar een ontwerp van Adriaen Anthonisz. Voor de aanleg van deze hoge wallen was veel aarde, modder, vuilnis en bouwpuin nodig. Vanaf 12 april 1573 besloot men in Alkmaar het vuilnis niet meer te verpachten, maar zelf te gebruiken. Daarnaast begon men met de afbraak van de Abdij van Egmond, om de stenen te gebruiken voor vestingwerken als de Kennemerpoort, die net op tijd in augustus 1573 klaar was. De bastions en wallen waren slechts in het zuidwesten van de stad gereed, toen de Spanjaarden hun beleg sloegen voor de stad. De vestingwerken aan de noordzijde waren als vanouds, zoals ze sinds 1551 lagen. Het geplande bastion bij de Friesepoort werd in alle haast binnen de stad aangelegd, de overige stadspoorten werden volgestort met puin. Aan de oostzijde lag de stad volledig open, en werden tijdens het beleg de aanwezige zoutketen afgebroken en haastig wallen aangelegd.

## De belegering
Op 21 augustus werd Alkmaar omsingeld. Op 22 augustus werd de eerste aanval ingezet, waarbij aan beide zijden dodelijke slachtoffers vielen, onder hun ook veel burgers. Op 23 augustus vroeg Cabeliau vanuit Alkmaar om versterking en verzocht hij om de dijken door te steken. 25 augustus tot en met september werden diverse schijnaanvallen uitgevoerd om de Alkmaarders te verwarren. Cabeliau verzocht opnieuw om hulp. Op 18 september volgde de grote Spaanse aanval. De Alkmaarders hielden de Spanjaarden met kokend teer en brandende takken op afstand. Ook vochten vrouwen heldhaftig mee onder wie Trijn Rembrands, ook wel de Kenau van Alkmaar. Op 23 september werden uiteindelijk dijken doorgestoken waardoor Spaanse troepen in de modder bleven steken. Het keerpunt van de strijd tegen de Spanjaarden kwam toen Don Frederik, zoon van Alva, zich terugtrok na tevergeefs geprobeerd te hebben de stad in te nemen. Hier komt de uitdrukking "Bij Alkmaar begint de victorie" vandaan. Op 8 oktober is de laatste soldaat van de koning vertrokken.

## Jaarlijkse viering
Alkmaars Ontzet wordt jaarlijks op 8 oktober gevierd. De feestelijkheden bestaan onder andere uit een kleine kermis, een optocht, een kinderoptocht, demonstraties van brandweer en marine, een zuurkoolmaaltijd, een muzikale taptoe op het Waagplein en de dag wordt afgesloten met een lasershow. In 1873 werd door koning Willem III op 8 oktober de sluitsteen gelegd voor het voetstuk van het Victoriemonument van Frans Stracké, dat in 1876 werd onthuld.
In 2004 werd tegelijk het 750-jarig jubileum van de stad gevierd met als afsluiting van een feestelijk jaar een concert van Marco Borsato. Voor deze gelegenheid werd een speciale munt geslagen met op de ene kant de waagtoren en op de andere kant het hoofd van Borsato.

## Ontdekking massagraf 2010
In de zomer van 2010 werd bij een opgraving door studenten Archeologie van de Universiteit Leiden op de Alkmaarse Paardenmarkt een massagraf gevonden, waarin minstens 15 skeletten met daarbij musketkogels en hagelpatronen lagen. Op de plek was vroeger een begraafplaats van een klooster, vlak bij de noordkant van de stadsmuur, die op die plek zwak was en daarom ook vaak door de Spanjaarden aangevallen. Omdat enkel bij het beleg van 1573 zo grootschalig is gevochten om Alkmaar, is het zeer waarschijnlijk dat het massagraf van die tijd is overgebleven. Op grond van onder meer de tanden wordt aangenomen dat het om de Alkmaarse slachtoffers van het gevecht gaat.

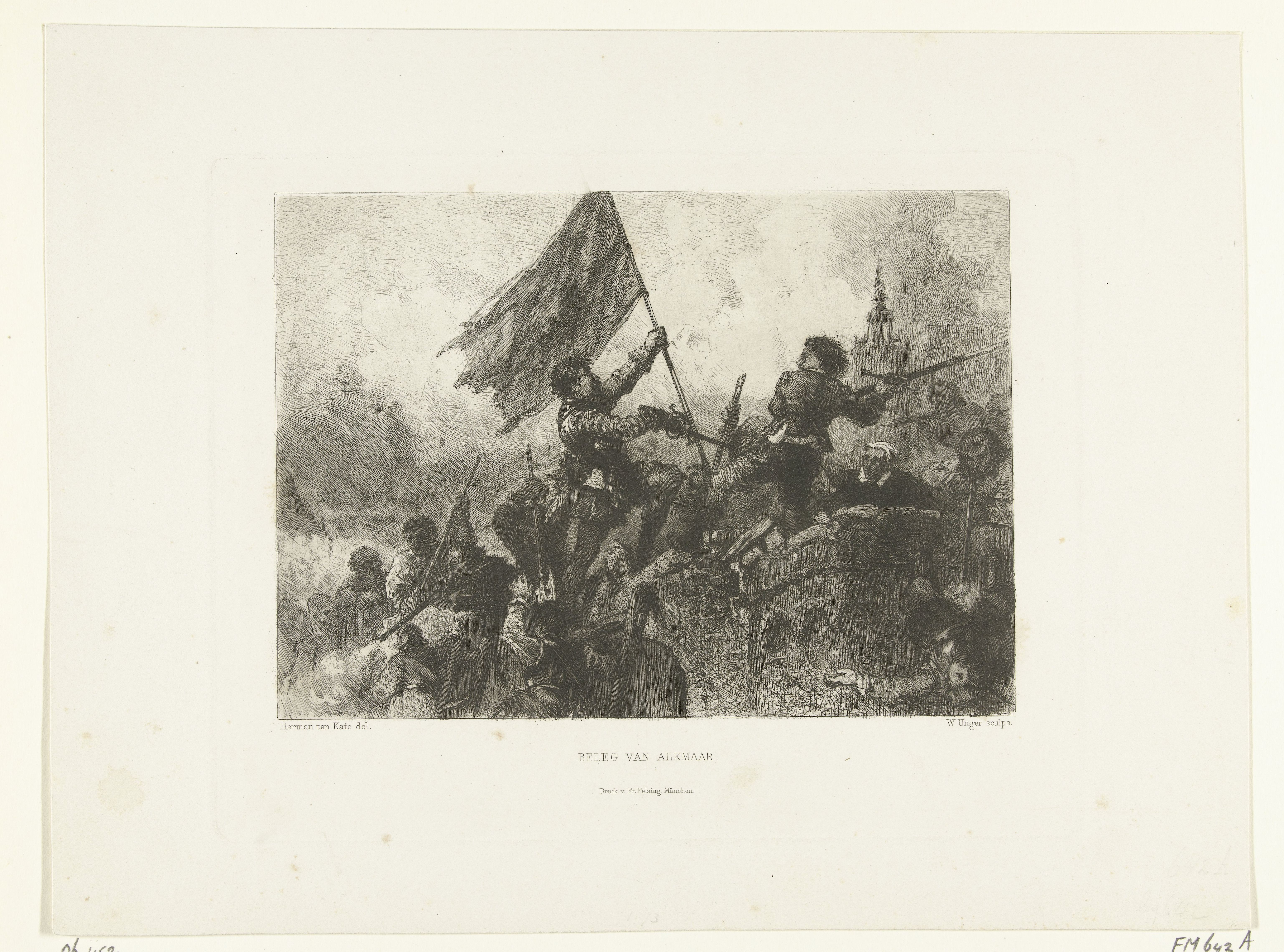
lKitman verovert het Spaanse vaandel tijdens het Beleg van Alkmaar, tekening van C. Rochussen en H.F.C ten Kate, prentmaker William Unger.
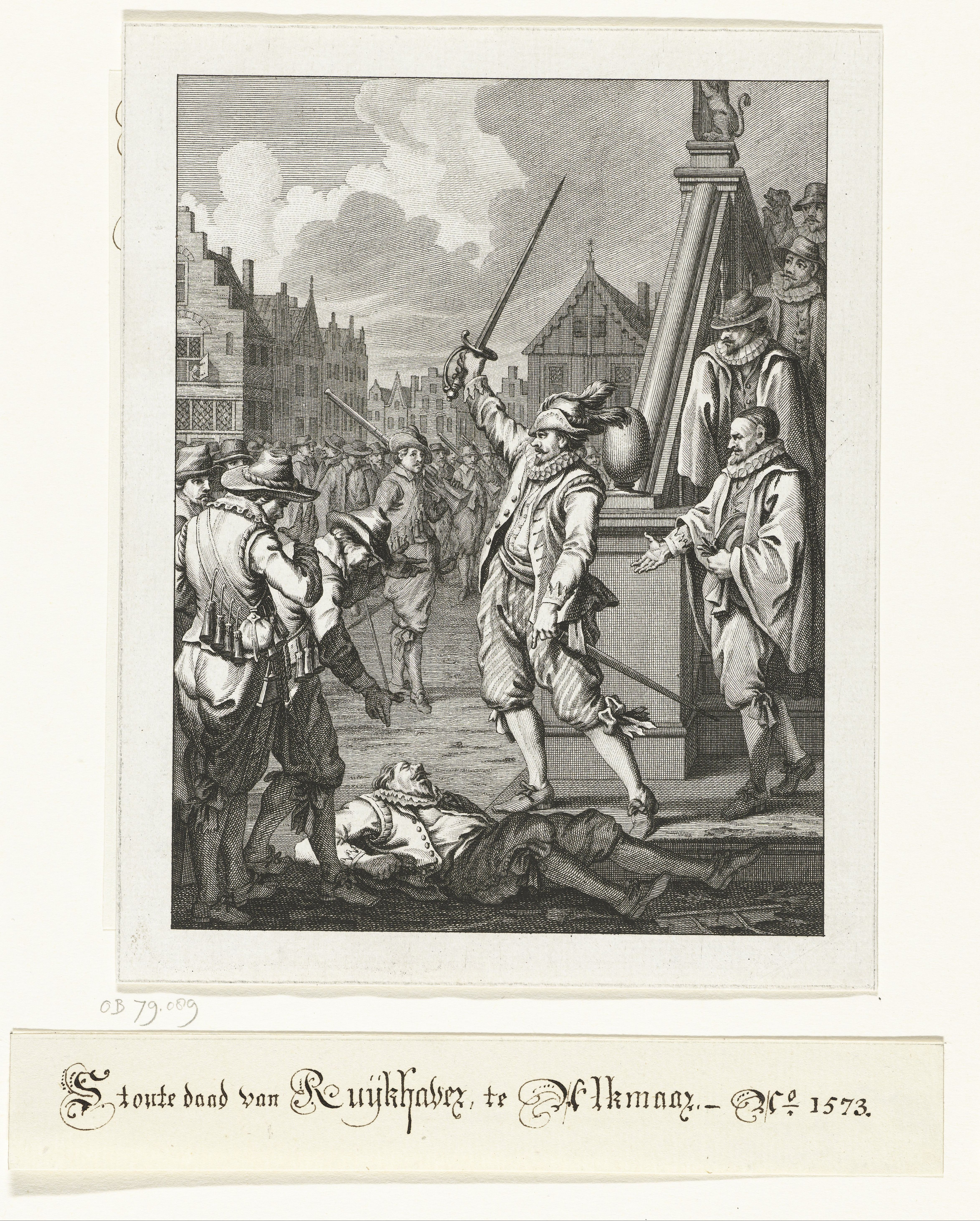
Ruychaver bij het lijk van een spaansgezinde raadsman te Alkmaar, No. 1573 Stoute daad van Ruijkhaver, te Alkmaar, Ao. 1573